# GE Healthcare
GE HealthCare Technologies (GEHC) est une multinationale américaine du secteur médical, implantée dans plus de 100 pays. L'entreprise fabrique et distribue notamment des outils d'imagerie servant au diagnostic médical.

## Histoire
GE Healthcare a été fondée à New York et siège à Chicago. C'est une succursale de General Electric jusqu'en 2023. En 2019 elle affiche un chiffre d'affaires de 20 milliards d'euros.
En janvier 2023, GE Healthcare devient indépendant de General Electric par une introduction en bourse. Elle compte à ce moment-là 51 000 employés pour 18 milliards de chiffres d'affaires.
Le 9 octobre 2023, GE HealthCare annonce la mise en service pour juin 2024, d'une ligne de production de scanners médicaux, une première en France, sur son site de Paris-Saclay qualifié de « stratégique » par la direction.

## Direction
Son président-directeur général aux États-Unis est Peter Arduini depuis 2022.

## GE Healthcare France
Cette filiale a été créée le 1er janvier 1969. Elle est immatriculée 303 215 123, dont le siège social est situé au sein de la partie nord du pôle technologique Paris-Saclay, à Buc, et est dirigée par Claude Cochard.
Le siège était situé à Vélizy-Villacoublay jusqu'en 2022.
|                                        | 2016   | 2017   | 2018   | 2019   | 2020   |
| -------------------------------------- | ------ | ------ | ------ | ------ | ------ |
| Chiffre d'affaires en milliers d'euros | 72 652 | 70 391 | 77 984 | 82 559 | 78 227 |
| Résultat net en milliers d'euros       | 984    | 664    | 1 548  | 833    | 1 909  |
| Effectif moyen annuel                  | 65     | 62     | 62     | 62     | 65     |

## Critiques

### Agents de contrasteà base degadolinium
En 1994, la firme ignora l'avis de ses experts sécurité de restreindre l'utilisation de son produit de contraste pour l'IRM Omniscan et essaya de cacher les preuves de son risque pour la santé en demandant à ses chercheurs de "détruire les données", comme révélé lors d'un procès opposé aux consommateurs handicapés dues à son accumulation dans plusieurs organes.
En 2009, GE Healthcare a poursuivi en diffamation un radiologiste de l'Hospital de l'Université de Copenhague qui avait lié l'utilisation d'Omniscan avec la fibrose néphrogénique systémique après que 20 de ses patients (dont un mourut) en ont été affectés par son administration.
En 2017, GE Healthcare s'opposa à la suspension de l'utilisation de l'Omniscan (avec d'autres agents linéaires) par l'EMA, malgré des preuves de la haute cytotoxicité du gadodiamide et sa propension à se dissocier après rétention dans les tissus.
Dans une étude datant de 2020, leur autre agent pour IRM Clariscan a été retenu davantage dans le cerveau, cervelet, rein et foie de rats que ceux injectés Dotarem, son médicament original. Bien que les auteurs ne fournissent pas de raison éventuelle, les différences dans le processus de chélation des ions gadoliniums (le processus de Guerbet étant breveté) ou une assurance qualité pourraient être des causes d'augmentation de la rétention in vivo.